# هراچوهی پالاندوزیان
هراچوهی آرتاشسی پالاندوزیان (ارمنی: Հրաչուհի Արտաշեսի Փալանդուզյան؛ انگلیسی: Hrachuhi Palanduzyan زادهٔ ۲۰ نوامبر ۱۹۵۱ - درگذشته ۱۶ اوت ۲۰۲۲)، نثرنویس و روزنامه‌نگار و ویراستار مشارکتی اهل ارمنستان بود.

## زندگی‌نامه
وی در ۱۹۵۱ در شهرستان واردنیس از والدینی به نام‌های آرتاشس پالاندوزیان و سیروش هاروتیونیان (آموزگار جغرافیا)  به دنیا آمد و از دانشگاه دولتی ایروان فارغ‌التحصیل گشت.  وی ۱۶ اوت ۲۰۲۲ در در سن ۷۰ سالگی درگذشت.

## یادداشت
1. ↑  Բասարգեչարի շրջան
2. ↑  Արտաշես Փալանդուզյան
3. ↑  Սիրուշ Հարությունյան